# Triangle dramàtic de Karpman
El triangle dramàtic de Karpman, o simplement triangle dramàtic, és un model de joc psicològic entre dues persones descrit en 1972 per Stephen Karpman. Els jocs psicològics en general s'estudien a l'anàlisi transaccional, que és una escola de psicologia, amb l'objectiu de mirar d'entendre millor els conflictes de relació interpersonals.
Les persones que entren en jocs psicològics en general, i en qualsevol dels rols del triangle dramàtic en particular, ho fan sempre per a demanar afecte. En general una persona entra al joc sense adonar-se i actua sense voler en contra dels seus propis interessos a causa de pors, traumes, conflictes interns, pressions socials sumades a una baixa autoestima i baixa autovalorització, una educació emocional inadient o altres causes. Impedeix les relacions d'intimitat. La persona no actua des del seu "jo" adult, cosa que sovint fa que senti, de vegades a posteriori, que no es comporta sent ell mateix.
Per a sortir del joc el primer que cal és adonar-se que s'és en un joc i identificar el rol que s'ocupa. Analitzar què es vol realment, que sol ser amor, afecte o intimitat, o de vegades reconeixement, i demanar-ho de manera directa, des del "jo" adult. Per a això, cal actuar malgrat la por i atrevir-se a demanar col·laboració de l'altra persona, preguntar qui té el problema i quin és exactament, comunicar el que s'interpreta de cada acció de l'altre i com et fa sentir, evitar insultos i desqualificacions, evitar jutjar la persona (jutjar l'acció) i sobretot evitar les respostes automàtiques. Algunes persones prefereixen començar a resoldre el conflicte per a través de l'escritura, per a ordenar idees i evitar automatismes, o fer servir una tercera persona neutra com a mediador.

## Jocs psicològics
Els jocs psicològics, per l'anàlisi transaccional, són una sèrie d'intercanvis relacionals entre dues o més persones que segueixen uns patrons i que solen acabar de forma predictible amb dolents sentiments per a ambdós jugadors. Els intercanvis són inadients i poden anar en contra del que pretén conscientment la persona que hi juga, però que ho fa impulsivament per motivacions ocultes.
Els jocs tenen unes regles determinades, una distribució de funcions, gairebé sempre juguen els mateixos jugadors i acaban sempre perdent totes les persones implicades. Encara que cada jugador se situa habitualment en un rol determinat, en un moment donat pot canviar a un altre facilitant així la continuïtat del joc. Sempre hi participen des dels estats del jo "nen" o "pare", i només que almenys un dels jugadors actua des del seu jo "adult" pot aturar-se el joc. Com abans s'aturi abans es deixen de sumar conseqüències negatives.

## Estats del jo
A cada intercanvi relacional simple, com per exemple dir "bon dia", somriure o girar la cara, cada persona emissora del missatge actua des d'un dels seus tres estats del jo, i la persona receptora l'interpreta també des d'un dels estats. A alguns intercanvis complexos hi poden actuar dos estats alhora. Els tres estats del jo són: 
- Nen: Revivint la infància. Principi del plaer. El nen interior juga, crea i fa el que li agrada. Inclou les emocions i la intuïció. L'estat "nen" es pot subdividir en nen lliure, adaptat submís, adaptat rebel o rebel.
- Adult: Realitat aquí i ara. Com a adults ens comportem segons el principi de la realitat, buscant sempre el que millor convé. Se n'adona, pren consciència, raona, analitza, calcula, demana la informació que li cal, en dona, etc. No té subdivisions.
- Pare: Copiant els educadors. Principi del deure. La societat influeix fent-nos pensar o sentir que "hauríem de" seguir els models, ideals i patrons preestablerts, incloent moral, normes, costums i tradicions familiars i socials. El pare pot ser crític positiu (normatiu), crític negatiu (perseguidor), nutritiu positiu (nutritiu) o nutritiu negatiu (salvador).

## Triangle dramàtic
El triangle dramàtic és un cas particular de joc psicològic al qual actuen dues persones amb els papers de víctima, perseguidor o salvador/rescatador. Tècnicament, la relació es produeix entre un estat Pare Nutritiu Negatiu (salvador), un estat Pare Crític Negatiu (perseguidor) i un Nen Adaptat Submís (víctima).
- Salvadora: Ofereix ajuda amb l'objectiu de ser reconeguda i estimada, oblida i abandona les pròpies necessitats i maximitza les dels altres. Inconscientment necessita que la necessitin i emet el missatge que la persona ajudada té poques capacitats o poder. A la llarga se sent sola i poc reconeguda per l'esforç que fa ajudant els altres, cosa que pot causar ira i ressentiment, que amaguen la tristesa i la por de no ser valorada i per tant, al seu esquema, no ser estimada. L'altra persona pot sentir-se víctima, si es creu que està poc capacitada, o culpable, i en aquest segon cas actuar com a perseguidora.
- Víctima: S'equivoca, comet errors i li passen coses perquè la persegueixin o salvin. Inconscientment necessita amor i sobretot atenció, que li donin cures o, a falta d'afecte, que l'humiliïn. Segons l'anàlisi transaccional tots necesitem sentir-nos reconeguts i vius a través de la relació amb l'altre, i preferim "carícies negatives", com les humiliacions, a no tenir carícies. Menysprea les seves capacitats i poder mentre sobrevalora els dels altres. Encara que sigui de manera inconscient maximitza tant les seves necessitats, que se li fan una muntanya per la seva manca de seguretat. Encara que es tracti d'una persona molt sensible, en un rol de víctima l'atenció se centra en el seu problema a causa de la por, i no li queda capacitat de compassió per veure les necessitats dels altres, que a més creu menors perquè ells estan més capacitats per a resoldre-les. L'altra persona pot sentir-se culpable, i actuar com a perseguidora, o voler-la ajudar, i actuar com a salvadora.
- Perseguidora: Aquest paper apareix sempre com a conseqüència d'un dels altres dos rols. La persona perseguidora se sent atacada i per a defensar-se necessita que li tinguin por. També li cal tenir la raó per a poder ser valorada i estimada. Pensa que mai ningú s'ha ocupat d'ella i té por de ser abandonada i que li treguin el que té. Veu el món com un entorn hostil. Inconscientment no es creu capaç de responsabilitzar-se d'ella mateixa, raó per la qual culpa als altres. Com a la víctima, la seva por fa que maximitzi els seus problemes i necessitats tant que en comparació minimitza els dels altres. Exteriorment pot actuar de manera agresiva, competidora i inquisidora, ja que inconscientment necessita medir-se i demostrar que les seves capacitats i poder són superiors als dels altres per a poder ser valorada. Les persones que s'ho prenguin com a amenaces actuaran com a víctimes mentre que les que reaccionin amb desitjos de venjança li buscaran els punts febles, actuant com a salvadores.